# 1896
1896 (MDCCCXCVI) a fost un an bisect al calendarului gregorian, care a început într-o zi de miercuri.

## Evenimente

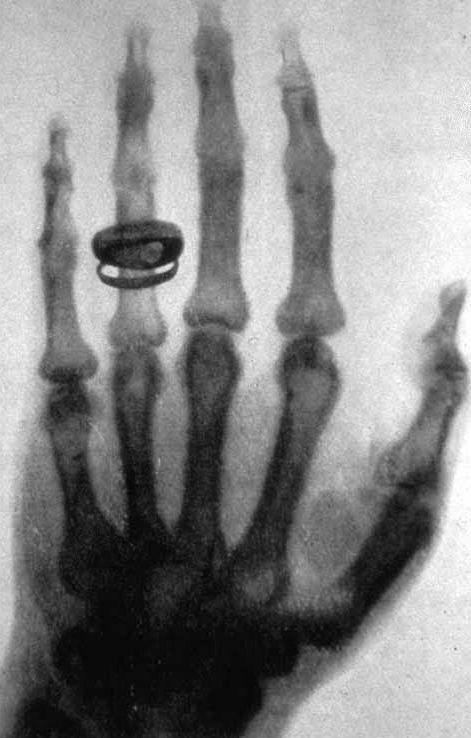
5 ianuarie: Un ziar austriac anunță că Wilhelm Röntgen a descoperit un tip de radiație cunoscută mai târziu sub numele Razele X (în fotografie se află mâna lui Albert von Kölliker).

### Ianuarie
- 4 ianuarie: Utah devine cel de-al 45-lea stat al Statelor Unite ale Americii.
- 5 ianuarie: Un ziar austriac anunță că Wilhelm Röntgen a descoperit un tip de radiație cunoscută mai târziu sub numele Razele X.

### Martie
- 1 martie: Bătălia de la Adwa în nordul Etiopiei, între armata etiopiană a împăratului Menelik al II-lea și forțele italiene, încheiată cu victoria Etiopiei.

### Aprilie
- 6 aprilie: Are loc prima ediție a Jocurilor Olimpice Moderne la Atena, Grecia.

### Mai
- 2 mai: Budapesta devine cel de-al doilea oraș european dotat cu metrou.
- 26 mai: Tragedie cauzată de busculada de la sărbătorirea încoronării Țarului Nicolae al II-lea la Moscova. Au decedat 1.000 de persoane.

### August
- 27 august: Cel mai scurt război din istorie, războiul anglo-zanzibar a început la ora 9:02 dimineața și a durat 38 de minute. Motivul conflictului l-a reprezentat moartea sultanului pro-britanic, Hamad bin Thuwaini, și înscăunarea succesorului acestuia, Khalid bin Barghas. Guvernul Marii Britanii a preferat însă ca pe tronul Zanzibarului să urce Hamud bin Muhammed, un lider mult mai favorabil intereselor Coroanei Britanice.

### Septembrie
- 27 septembrie: Împăratul Franz Joseph al Austriei inaugurează la Orșova (pe atunci în Austro-Ungaria), împreună cu regii Carol I al României și Alexandru I al Serbiei, canalul navigabil de la Porțile de Fier, după care începe o vizită oficială de trei zile în Regatul României.

### Noiembrie
- 3 noiembrie: În alegerile electorale din Statele Unite, republicanul William McKinley îl învinge pe William Jennings Bryan.
- 21 noiembrie: Se formează un nou guvern liberal în frunte cu P.S. Aurelian.

### Nedatate
- Brăila: Se construiește Teatrul "Maria Filotti" Brăila.
- Maraton. Probă de alergare pe o distanță de 42,2 km, inclusă în premieră la JO.
- Se pune piatra de temelie a bisericii Millenium din Timișoara.
- Sibiu: Prima linie electrică din sud-estul Europei.

## Arte, știință, literatură și filozofie
- 10 octombrie: Apare revista literară săptămânală „Povestea vorbei”.
- Friedrich Engels publică Revoluție și contrarevoluție în Germania.
- Premiera mondială a operei "Boema" de Puccini, la Torino.

## Nașteri
- 5 ianuarie: George Calboreanu, actor român de film și teatru (d. 1986)
- 25 ianuarie: Semion Roșal, revoluționar bolșevic rus, trimis de Lenin în România pentru a instiga o revoluție comunistă (d. 1917)
- 5 februarie: Nicolae Bagdasar, filosof român (d. 1971)
- 18 februarie: André Breton, scriitor francez (d. 1966)
- 25 februarie: Constantin Ramadan, actor român (d. 1958)
- 8 martie: Zavaidoc (n. Marin Gheorghe Teodorescu), interpret român de muzică populară și romanțe (d. 1945)
- 16 aprilie: Tristan Tzara (n. Samuel Rosenstock), scriitor stabilit în Franța de etnie evreiască, unul dintre inițiatorii mișcării dadaiste (d. 1963)
- 1 mai: Mihail Ralea, psiholog, sociolog și eseist român (d. 1964)
- 2 mai: Regina mamă, Elena, soția regelui Carol al II-lea al României și mama regelui Mihai al României (d. 1982)
- 19 iulie: A.J. Cronin (Archibald Joseph Cronin), romancier scoțian (d. 1981)
- 9 august: Jean Piaget, psiholog elvețian (d. 1980)
- 15 august: Sică Alexandrescu (Vasile Alexandrescu), regizor român (d. 1973)
- 27 august: Miyazawa Kenji, scriitor japonez (d. 1933)
- 28 august: Áron Márton, episcop romano-catolic al Diecezei de Alba Iulia (1938-1980), (d. 1980)
- 24 septembrie: F. Scott Fitzgerald (Francis Scott Key Fitzgerald), scriitor american (d. 1940)
- 12 octombrie: Eugenio Montale, scriitor italian, laureat al Premiului Nobel (d. 1981)
- 25 octombrie: Aurel Jiquidi, grafician și pictor român (d. 1962)
- 15 noiembrie: Horia Hulubei, fizician român (d. 1972)
- 25 noiembrie: George Vraca, actor român de teatru și film (d. 1964)
- 27 noiembrie: Giovanni Battista Angioletti, scriitor italian (d. 1961)

### Nedatate
- Ilie Costinescu, arhitect român (d. 1972)

## Decese
- 8 ianuarie: Paul Verlaine, 51 ani, poet francez (n. 1844)
- 20 mai: Clara Schumann (n. Clara Josephine Wieck), 76 ani, compozitoare germană (n. 1819)
- 18 august: Richard Avenarius, 52 ani, filosof elvețian de limbă germană (n. 1843)
- 9 septembrie: Matei Millo, 83 ani, actor român de teatru (n. 1814)
- 30 octombrie: Carol Benesch, 74 ani, arhitect român de etnie sileziană (n. 1822)
- 10 decembrie: Alfred Nobel ( Alfred Bernhard Nobel), 63 ani, inventator suedez al dinamitei, creatorul Premiului Nobel (n. 1833)